# Urządzenie przeciwpożarowe
Urządzenie przeciwpożarowe – urządzenie służące do zapobiegania powstaniu, wykrywania, zwalczania pożaru lub ograniczania jego skutków.
Są to między innymi:
- stałe i półstałe urządzenia gaśnicze i zabezpieczające,
- urządzenia inertyzujące,
- urządzenia wchodzące w skład dźwiękowego systemu ostrzegawczego i systemu sygnalizacji pożarowej, w tym urządzenia:
  - sygnalizacyjno-alarmowe,
  - urządzenia odbiorcze alarmów pożarowych,
  - urządzenia odbiorcze sygnałów uszkodzeniowych,
- wyłączniki przeciwpożarowe,
- instalacje oświetlenia ewakuacyjnego,
- hydranty wewnętrzne i zawory hydrantowe,
- hydranty zewnętrzne,
- pompy w pompowniach przeciwpożarowych,
- przeciwpożarowe klapy odcinające,
- urządzenia oddymiające,
- urządzenia zabezpieczające przed powstaniem wybuchu i ograniczające jego skutki,
- kurtyny dymowe,
- drzwi, bramy przeciwpożarowe i inne zamknięcia przeciwpożarowe, jeżeli są wyposażone w systemy sterowania,
- przeciwpożarowe wyłączniki prądu,
- dźwigi dla ekip ratowniczych.